# Ommata viridis
Ommata viridis är en skalbaggsart som beskrevs av Pierre Émile Gounelle 1911. Ommata viridis ingår i släktet Ommata och familjen långhorningar.
Artens utbredningsområde är Paraguay. Inga underarter finns listade i Catalogue of Life.